# Liste de journaux au Brésil
Voici une liste de journaux brésiliens :
- A Notícia
- A Folha
- A Tarde
- Brasil de Fato
- Brasil em Folhas
- Caros Amigos
- CartaCapital
- Correio Braziliense
- Correio Popular
- Diario de Pernambuco
- Diário do Nordeste
- Extra
- Folha de S.Paulo
- Gazeta Mercantil
- Gazeta do Povo
- Jornal de Brasília
- Jornal do Brasil
- Jornal do Commercio
- Jornal de Santa Catarina
- Jornal da Tarde
- Monitor Mercantil
- Notícias Populares
- O Correio do Povo
- O Dia
- O estado de São Paulo
- O Estado de Minas
- O Liberal
- O Globo
- O Povo
- O Sul
- Última Hora
- Valor Econômico
- Zero Hora